# Оренбургский 6-й казачий полк
6-й Оренбургский казачий Атамана Углецкого полк — войсковая часть Оренбургского Казачьего Войска. В 1873 году решено было объединить в полки все отдельные казачьи сотни, в том числе 17 оренбургских, отбывавших свою службу в Туркестане. Оренбургский казачий Атамана Углецкого полк № 6 был сформирован из 6-й, 8-й, 12-й 13-й и 14-й сотен Оренбургского казачьего войска (ОКВ) при формировании именовавшийся № 3 полк Оренбургского Казачьего Войска, 13 августа вступил в места своего квартирования. Штаб полка и две сотни занимали г. Чимкент, прочие же сотни расположились в укреплениях: Туркестане, Джульске и Аулие-Ата. Полк участвовал в 1873—1878 гг. в Хивинском 1873 года и Кокандском походах 1875—1876 гг. Российских войск, также казаки полка участвовали в Памирских экспедициях отряда Ионова в 1891-1894 гг., а также служили на Памире в 1891-1900 г.. С 1903 года в составе 2-й бригады 1-й Туркестанской казачьей дивизии 1-го Туркестанского армейского корпуса, дислоцировался в г. Новый Маргелан. 25 декабря 1913 года полк стал называться 6-й Оренбургский казачий атамана Углецкого полк. Комплектовался казаками Первого военного отдела Оренбургского казачьего войска. К 25 октября 1919 г. во 2-й Армии в составе 2-й Сибирской казачьей дивизии Конной группы генерал-майора В. И. Волкова.

## История

### История формирования
См. также: Хивинский поход 1873 года — Кокандский поход 1876-го года
6-й полк, к организации которого послужило положение о Донских армейских казачьих полках, разделялся со дня своего сформирования по 1876 год на пять сотен, с 1876 по 1883 год — на шесть, а затем в последующие годы — на четыре сотни.
В следующем, 1875 году ввиду начавшейся войны с Кокандским ханством чины полка, отслужившие свой срок службы, не были уволены на льготу; кроме того, личный его состав был усилен из войска сотней есаула Седякина. 16 октября 1876 года № 5 сводного казачьего полка 3-я Оренбургская войскового старшины Багратиона-Имеретинского сотня была переведена в № 3-й полк и вошла в его ранжир под № 6-й сотни; полк же благодаря такому перемещению развернулся в шестисотенный состав, который сохранил до 1883 года; в этом году в сентябре 5-я и 6-я сотни по Высочайшему повелению откомандировалися из состава полка в войско, и полк обратился в 4-сотенный состав. В 1884 году № 3-й полк был переименован в 6-й Оренбургский казачий полк и принял этот номер 25 мая.

## Полковой праздник
День Вознесения Господня 6-й полк со времени сформирования чтил своим полковым праздником, но последний с 1890 года, когда праздники всех казачьих частей по Высочайшему повелению приурочивались к дню своих воисковых кругов, был перенесён на 23 апреля в честь Св. Великомученика Георгия Победоносеца.

## Знаки отличия полка
- Полковое знамя простое, пожалованное при сформировании, из числа пожалованных конным полкам Оренбургского войска 6 мая 1842 года.
- Знаки отличия на головные уборы с надписью «За отличіе в Хивинскомъ походе 1873 года во 2-й и 3-й сотнях, пожалованные 12 марта 1882 года.
- Одиночные белевые петлицы на воротнике и обшлагах мундиры нижних чинов, пожалованные 6 декабря 1908 года.

## Знамя полка
Простое знамя в виде прапора. Полотнище шелковое светло-синее с двумя откосами; по краям оно обведено золотой каймой, по углам же с обеих сторон имеются вензелевые изображения Имени Императора Николая I, обведенные золотыми лаврами и с короной наверху; в середине полотна на лицевой стороне на розовом щите изображён двуглавый орёл — на оборотной вензель подобный угловым; по откосам знамени с каждой стороны расположены по три золотые звезды, постепенно уменьшающихся к концам. Шитье золотое. Древко чёрное, увенчанное навершием — золотое копье, в середине которого врезан золотой же двуглавый орёл, основание копья охватывает серебряный с кистями темпляк. Судьба неизвестна.
История получения: в июле 1874 года полковник Шубин, прибывший с эшелоном сменных казаков в место квартирования штаба полка (гор. Чимкент) в качестве его командира, доставил полку его Святыню — Полковое знамя, одно из тех десяти знамён, которые пожаловал Император Николай Павлович Оренбургскому Казачьему Войску 18 ноября 1842 года, по числу 10 конных полков, образованных в 1840 году согласно новому положению об управлению войском.

## Полковая униформа
При общей казачьей форме полк носил мундиры, чекмени — тёмно-зелёные, клапана шинелей, лампасы, верх папахи, погоны, околыши фуражек и выпушки — светло-синие. На воротниках и обшлагах мундира — одинарные белые петлицы. На погонах шифровка — Жёлтая «6» с декабря 1913 года изменена на «6.О.» 1842.6.5.

## Памятные даты
Одной из памятных дат является Яшиль-кульская ночная схватка с афганцами 12-го июля 1891 под начальством полковника Ионова. Рекогноцеровочный отряда полковника Ионова выступил 7-го июля из лагеря на Мургабе к озеру Яшиль-Куль, где афганцы содержали свой наблюдательный пост. Целью было выбить афганцев в пределы Афганистана и недопустить на Памир китайцев и британцев, так как бассейн Яшиль-Куля по договору 1873 года входил во владения Российской империи. Поход отряда состоялся в тяжёлых погодных условиях. Благодаря ненависти туземного населения к афганцам которые даже не стеснялись открыто насиловать жён и дочерей туземцев афганцы находились в неведении о приближении 2-й сотни полка, причём местное туземное население заявило желание вырезать пришлых афганцев.
Начальник афганского поста капитан Гулям-Хайдар-хан и 11 его солдат погибли, потери 2-й сотни составили 3-е раненых казаков. По итогам доклада Военного Министра Император Александр III начертал золотые слова: Не мешает иногда и проучить. 3-й взвод 2-й сотни в числе 19 человек, непосредственно принимавший участие в схватке волею Государя был награждён 19-ю серебряными медалями 4-й степени «За храбрость» на Георгиевской ленте.

## Командиры полка
- Лев Шубин, полковник — 10.06.1874 г. — 12.02.1876 г. 1804
- Андрей Николаевич Крыжановский, полковник — 12.04.1876 г. — 03.01.1877 г.
- Рогожников, Василий Иванович, полковник — 03.01.1877 г. — 10.10.1885 г.
- Вениамин Иванович Казанцев, войсковой старшина — 13.09.1885 г. — 26.01.1888 г.
- Николай Александрович Холмский, полковник — 26.01.1888 г. — 12.08.1893 г.
- Фёдор Семёнович Черкапсов полковник — 12.08.1893 г. — 25.01.1899 г.
- Александр Густавович Эрдман, полковник — 25.06.1899 г. — 15.12.1900 г.
- Пётр Иванович Милеев, полковник — 24.12.1900 — 12.10.1906 гг.
- Николай Николаевич Волжин, полковник — 17.10.1906 — 17.11.1910
- Константин Владимирович Бобров, полковник — 17.11.1910—29.04.1917 гг.
- Краснов, Георгий Иванович, полковник — 1917—1918 гг.

## Галерея

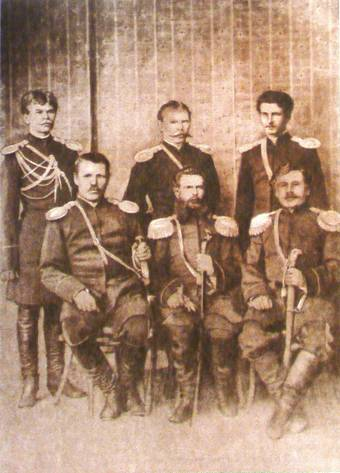
Группа офицеров 6-го Оренбургского казачьго полка ок. 1880 г.
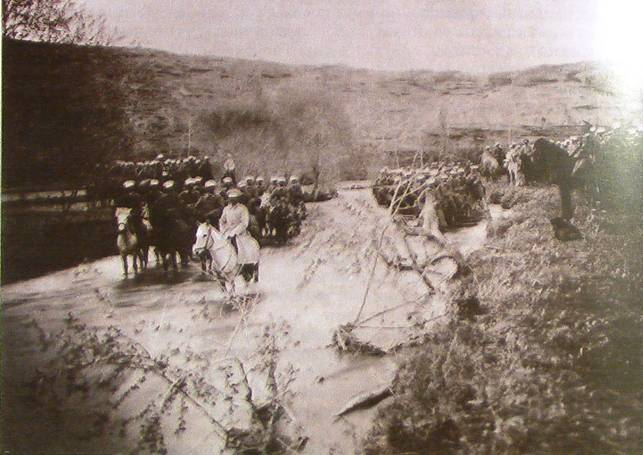
Движение действующего отряда к Маргелану. 5—8 сентября 1875 г.